# Days/GREEN
Days/GREEN – czterdziesty czwarty singel japońskiej piosenkarki Ayumi Hamasaki, wydany 17 grudnia 2008. Utwór GREEN, jako jedna ze stron A singla, został wydany przez muzyczne sklepy online Dwango oraz Recochoku. Był również użyty w reklamie firmy Panasonic. Singel wydany został w dwóch wersjach: Days/GREEN zawierającą zaktualizowaną wersję utworu LOVE ~Destiny~, oraz GREEN/Days zawierającą zaktualizowaną wersję utworu TO BE. Oprócz stron B, oba wydania nie różnią się. Każda wersja singla została wydana na płycie CD+DVD oraz CD. W pierwszym tygodniu sprzedano 127 650 kopii, natomiast 190 891 całościowo.

## Lista utworów

### Days/GREEN
| CD  |                                                              |                |                  |      |
| Nr  | Tytuł                                                        | Muzyka         | Aranżacja        | Czas |
| 1.  | "Days (Original Mix)"                                        | Kunio Tago     | HΛL              | 5:02 |
| 2.  | "GREEN (Original Mix)"                                       | Tetsuya Yukumi | tasuku           | 4:49 |
| 3.  | "LOVE ～Destiny～ (10th Anniversary version)"                | Tsunku         | Shingo Kobayashi | 5:06 |
| 4.  | "Days (Original Mix -Instrumental-)"                         | Kunio Tago     | HΛL              | 5:02 |
| 5.  | "GREEN (Original Mix -Instrumental-)"                        | Tetsuya Yukumi | tasuku           | 4:49 |
| 6.  | "LOVE ～Destiny～ (10th Anniversary version -Instrumental-)" | Tsunku         | Shingo Kobayashi | 5:03 |
| DVD |                                                              |                |                  |      |
| Nr  | Tytuł                                                        | Muzyka         | Reżyser          | Czas |
| 1.  | "Days" (video clip)                                          |                |                  | 5:20 |
| 2.  | "GREEN" (video clip)                                         |                |                  | 5:32 |
| 3.  | "Days" (making clip)                                         |                |                  | 3:54 |

### GREEN/Days
| CD  |                                                   |                |           |      |
| Nr  | Tytuł                                             | Muzyka         | Aranżacja | Czas |
| 1.  | "GREEN (Original Mix)"                            | Tetsuya Yukumi | tasuku    | 4:49 |
| 2.  | "Days (Original Mix)"                             | Kunio Tago     | HΛL       | 5:02 |
| 3.  | "TO BE (10th Anniversary version)"                | D･A･I          | HΛL       | 5:22 |
| 4.  | "GREEN (Original Mix -Instrumental-)"             | Tetsuya Yukumi | tasuku    | 4:49 |
| 5.  | "Days (Original Mix -Instrumental-)"              | Kunio Tago     | HΛL       | 5:02 |
| 6.  | "TO BE (10th Anniversary version -Instrumental-)" | D･A･I          | HΛL       | 5:19 |
| DVD |                                                   |                |           |      |
| Nr  | Tytuł                                             | Muzyka         | Reżyser   | Czas |
| 1.  | "GREEN" (video clip)                              |                |           | 5:32 |
| 2.  | "Days" (video clip)                               |                |           | 5:20 |
| 3.  | "GREEN" (making clip)                             |                |           | 3:59 |

## Wystąpienia na żywo
- 3 grudnia 2008 – FNS – "Days"
- 5 grudnia 2008 – Music Station – "Days"
- 16 grudnia 2008 – Best Artist 2008 – "Days"
- 23 grudnia 2008 – Happy Xmas Show!! – "Days" oraz "evolution"